# Vòng loại Cúp bóng đá châu Á
Vòng loại Cúp bóng đá châu Á là quá trình mà một đội tuyển bóng đá quốc gia phải trải qua để đủ điều kiện tham dự vòng chung kết của Cúp bóng đá châu Á. Vòng loại làm giảm số lượng lớn của các đội tuyển tham gia đủ điều kiện từ 47 đội xuống chỉ còn 24 đội cho vòng chung kết.
Đội chủ nhà nhận được nghiễm nhiên giành suất tham dự và vào các năm 1972 đến 2015 (ngoại trừ năm 1976), các nhà đương kim vô địch cũng vậy.

## Sự phát triển của thể thức
Trong thế kỷ qua, Cúp bóng đá châu Á đã chứng kiến những thay đổi khác nhau về thể thức vòng loại cũng như số đội tham dự.
|                                         | 1956 | 1960 | 1964 | 1968 | 1972 | 1976 | 1980 | 1984 | 1988 | 1992 | 1996 | 2000 | 2004 | 2007 | 2011 | 2015 | 2019 | 2023 | 2027 |
| --------------------------------------- | ---- | ---- | ---- | ---- | ---- | ---- | ---- | ---- | ---- | ---- | ---- | ---- | ---- | ---- | ---- | ---- | ---- | ---- | ---- |
| Tổng số đội tham gia                    | 19   | 18   | 18   | 19   | 26   | 31   | 31   | 30   | 24   | 22   | 35   | 42   | 43   | 25   | 27   | 20   | 46   | 46   | 47   |
| Đã thi đấu ít nhất một trận đấu         | 6    | 10   | 4    | 14   | 13   | 15   | 17   | 21   | 20   | 20   | 33   | 42   | 43   | 24   | 24   | 20   | 45   | 46   | TBA  |
| Vượt qua vòng loại thông qua vòng loại  | 2    | 3    | 1    | 3    | 5    | 3    | 9    | 8    | 8    | 6    | 10   | 10   | 14   | 12   | 10   | 11   | 23   | 23   | 23   |
| Vượt qua vòng loại mà không cần thi đấu | 2    | 1    | 3    | 2    | 1    | 3    | 1    | 2    | 2    | 2    | 2    | 2    | 2    | 4    | 6    | 5    | 0    | 0    | 0    |
| Tổng số đội lọt vào vòng chung kết      | 4    | 4    | 4    | 4    | 6    | 6    | 10   | 10   | 10   | 8    | 12   | 12   | 16   | 16   | 16   | 16   | 24   | 24   | 24   |

1. 1 2  1 đội tuyển vượt qua vòng loại mà không cần phải thi đấu do các đội khác bỏ cuộc.
2. 1 2  2 đội tuyển vượt qua vòng loại mà không cần phải thi đấu do các đội khác bỏ cuộc.
3. 1 2 3  Chủ nhà tự động vượt qua vòng loại cho Cúp châu Á nhưng tham gia vòng loại với tư cách là vòng loại World Cup.

## Bảng xếp hạng tổng thể
| Từ khóa                                                                                    |
| ------------------------------------------------------------------------------------------ |
| Đội tuyển đã giành vô địch Cúp châu Á                                                      |
| Đội tuyển đã vượt qua vòng loại cho giải đấu chính thông qua quá trình vòng loại           |
| Đội tuyển đã vượt qua vòng loại cho giải đấu chính chỉ tự động với tư cách là chủ nhà      |
| Đội tuyển không vượt qua vòng loại cho giải đấu chính                                      |
| Đội tuyển không phải là thành viên của AFC nhưng đã vô địch Cúp châu Á                     |
| Đội tuyển không còn tồn tại đã vượt qua vòng loại cho giải đấu chính chỉ bằng cách bỏ cuộc |
| Đội tuyển không phải là thành viên của AFC và không đủ điều kiện tham dự giải đấu chính    |

Các đội tuyển trong chữ đậm hiện đang tham gia hoặc chưa bắt đầu ở vòng loại năm 2023.
Bảng này được cập nhật kể từ vòng loại năm 2019.
| Hạng | Đội tuyển         | Số lần | ST | T  | H  | B  | BT  | BB  | HS   | Đ   |
| ---- | ----------------- | ------ | -- | -- | -- | -- | --- | --- | ---- | --- |
| 1    | Iran              | 11     | 61 | 46 | 10 | 5  | 175 | 33  | +142 | 148 |
| 2    | Trung Quốc        | 11     | 52 | 35 | 10 | 7  | 148 | 23  | +125 | 115 |
| 3    | Thái Lan          | 14     | 70 | 34 | 12 | 24 | 141 | 96  | +45  | 114 |
| 4    | Hàn Quốc          | 12     | 50 | 36 | 5  | 9  | 164 | 23  | +141 | 113 |
| 5    | UAE               | 10     | 48 | 34 | 8  | 6  | 132 | 27  | +105 | 110 |
| 6    | Qatar             | 10     | 50 | 34 | 6  | 10 | 116 | 37  | +79  | 108 |
| 7    | Syria             | 12     | 59 | 31 | 11 | 17 | 112 | 60  | +52  | 104 |
| 8    | Ả Rập Xê Út       | 7      | 40 | 33 | 4  | 3  | 130 | 17  | +113 | 103 |
| 9    | Oman              | 9      | 53 | 30 | 7  | 16 | 124 | 54  | +70  | 97  |
| 10   | Hồng Kông         | 16     | 79 | 24 | 21 | 34 | 106 | 113 | –7   | 93  |
| 11   | Iraq              | 8      | 41 | 28 | 8  | 5  | 88  | 32  | +56  | 92  |
| 12   | Jordan            | 10     | 53 | 26 | 13 | 14 | 94  | 49  | +45  | 91  |
| 13   | Kuwait            | 10     | 50 | 25 | 15 | 10 | 110 | 45  | +65  | 90  |
| 14   | Bahrain           | 10     | 54 | 27 | 6  | 21 | 80  | 55  | +25  | 87  |
| 15   | Nhật Bản          | 7      | 36 | 27 | 4  | 5  | 92  | 17  | +75  | 85  |
| 16   | Malaysia          | 16     | 66 | 22 | 15 | 29 | 114 | 112 | +2   | 81  |
| 17   | Uzbekistan        | 7      | 36 | 25 | 5  | 6  | 85  | 30  | +55  | 80  |
| 18   | CHDCND Triều Tiên | 7      | 45 | 23 | 11 | 11 | 70  | 48  | +22  | 80  |
| 19   | Việt Nam          | 11     | 55 | 22 | 9  | 24 | 100 | 86  | +14  | 75  |
| 20   | Liban             | 7      | 46 | 18 | 9  | 19 | 63  | 63  | 0    | 63  |
| 21   | Indonesia         | 12     | 51 | 17 | 11 | 23 | 77  | 73  | +4   | 62  |
| 22   | Yemen             | 9      | 59 | 16 | 10 | 33 | 69  | 114 | –45  | 58  |
| 23   | Singapore         | 12     | 63 | 16 | 10 | 37 | 67  | 114 | –47  | 58  |
| 24   | Ấn Độ             | 10     | 52 | 15 | 7  | 30 | 59  | 98  | –39  | 52  |
| 25   | Turkmenistan      | 4      | 28 | 14 | 5  | 9  | 47  | 37  | +10  | 47  |
| 26   | Myanmar           | 5      | 34 | 14 | 5  | 15 | 52  | 73  | –21  | 47  |
| 27   | Đài Bắc Trung Hoa | 9      | 46 | 14 | 3  | 29 | 67  | 109 | –42  | 45  |
| 28   | Úc                | 3      | 18 | 13 | 2  | 3  | 42  | 11  | +31  | 41  |
| 29   | Palestine         | 4      | 29 | 11 | 5  | 13 | 58  | 36  | +22  | 38  |
| 30   | Tajikistan        | 4      | 27 | 10 | 5  | 12 | 38  | 44  | –6   | 35  |
| 31   | Kyrgyzstan        | 4      | 23 | 10 | 3  | 10 | 35  | 37  | –2   | 33  |
| 32   | Campuchia         | 5      | 32 | 8  | 3  | 21 | 33  | 87  | –54  | 27  |
| 33   | Philippines       | 8      | 34 | 7  | 4  | 23 | 32  | 101 | –69  | 25  |
| 34   | Sri Lanka         | 7      | 31 | 7  | 1  | 23 | 25  | 102 | –77  | 22  |
| 35   | Bangladesh        | 8      | 40 | 4  | 10 | 28 | 27  | 113 | –86  | 22  |
| 36   | Afghanistan       | 5      | 30 | 5  | 6  | 19 | 25  | 88  | –63  | 21  |
| 37   | Maldives          | 5      | 34 | 5  | 2  | 27 | 32  | 107 | –75  | 17  |
| 38   | Pakistan          | 10     | 37 | 4  | 4  | 29 | 22  | 101 | –79  | 16  |
| 39   | Ma Cao            | 6      | 22 | 4  | 2  | 16 | 21  | 52  | –31  | 14  |
| 40   | Bhutan            | 3      | 30 | 4  | 2  | 24 | 21  | 161 | –140 | 14  |
| 41   | Kazakhstan        | 2      | 8  | 4  | 0  | 4  | 9   | 9   | 0    | 12  |
| 42   | Israel            | 1      | 6  | 3  | 2  | 1  | 10  | 8   | +2   | 11  |
| 43   | Lào               | 3      | 17 | 3  | 2  | 12 | 13  | 61  | –48  | 11  |
| 44   | Mông Cổ           | 3      | 7  | 3  | 1  | 3  | 12  | 10  | +2   | 10  |
| 45   | Nepal             | 6      | 28 | 2  | 2  | 24 | 9   | 123 | –114 | 8   |
| 46   | Guam              | 4      | 16 | 2  | 1  | 13 | 5   | 86  | –81  | 7   |
| 47   | Brunei            | 5      | 13 | 1  | 1  | 11 | 4   | 56  | –52  | 4   |
| 48   | Nam Yemen         | 1      | 3  | 0  | 1  | 2  | 1   | 4   | –3   | 1   |
| 49   | Đông Timor        | 2      | 16 | 0  | 0  | 16 | 4   | 66  | –62  | 0   |

## Các đội tuyển tham dự
Chỉ các đội tuyển đã thi đấu ít nhất một trận đấu mới được xem xét cho mục đích tham dự lần đầu. Các đội tuyển đã rút lui trước vòng loại, hoặc giành quyền tham dự Asian Cup mà không cần phải thi đấu do các đội tuyển khác rút lui, không được xem xét.
| Năm  | Các đội tuyển lần đầu                                                           | Các đội tuyển lần đầu | Các đội tuyển lần đầu | Các đội tuyển kế nhiệm | Các đội tuyển đổi tên |
| Năm  | Các đội tuyển                                                                   | Số                    | Tổng TL               | Các đội tuyển kế nhiệm | Các đội tuyển đổi tên |
| ---- | ------------------------------------------------------------------------------- | --------------------- | --------------------- | ---------------------- | --------------------- |
| 1956 | Campuchia, Mã Lai, Philippines, Trung Hoa Dân Quốc, Hàn Quốc, Việt Nam Cộng hòa | 6                     | 6                     |                        |                       |
| 1960 | Hồng Kông, Ấn Độ, Iran, Israel, Pakistan, Singapore                             | 6                     | 12                    |                        |                       |
| 1964 | Thái Lan                                                                        | 1                     | 13                    | Malaysia               |                       |
| 1968 | Miến Điện, Indonesia, Nhật Bản                                                  | 3                     | 16                    |                        |                       |
| 1972 | Bahrain, Brunei, Ceylon, Iraq, Jordan, Kuwait, Liban, Syria                     | 8                     | 24                    |                        | Cộng hòa Khmer        |
| 1976 | Afghanistan, Trung Quốc, CHDCND Triều Tiên, Qatar, Ả Rập Xê Út                  | 5                     | 29                    |                        |                       |
| 1980 | Bangladesh, Ma Cao, UAE                                                         | 3                     | 32                    |                        | Sri Lanka             |
| 1984 | Nepal, Bắc Yemen, Oman                                                          | 3                     | 35                    |                        |                       |
| 1988 | Nam Yemen                                                                       | 1                     | 36                    |                        |                       |
| 1992 |                                                                                 | 0                     | 36                    |                        | Đài Bắc Trung Hoa     |
| 1996 | Guam, Kazakhstan, Kyrgyzstan, Maldives, Tajikistan, Turkmenistan, Uzbekistan    | 7                     | 43                    | Yemen · Việt Nam       | Myanmar               |
| 2000 | Bhutan, Lào, Mông Cổ, Palestine                                                 | 4                     | 47                    |                        | Campuchia             |
| 2004 | Đông Timor                                                                      | 1                     | 48                    |                        |                       |
| 2007 | Úc                                                                              | 1                     | 49                    |                        |                       |
| 2011 |                                                                                 | 0                     | 49                    |                        |                       |
| 2015 |                                                                                 | 0                     | 49                    |                        |                       |
| 2019 |                                                                                 | 0                     | 49                    |                        |                       |
| 2023 |                                                                                 | 0                     | 49                    |                        |                       |
| 2027 |                                                                                 | 0                     | 49                    |                        |                       |

Các đội tuyển tham dự trước khi ra mắt thực tế ở vòng loại
1. ↑  Tự động giành quyền tham dự Cúp bóng đá châu Á 1956 với tư cách là chủ nhà.
2. 1 2 3 4  Rút lui khỏi vòng loại năm 1956 trước khi thi đấu.
3. ↑  Vượt qua vòng loại mà không cần phải thi đấu do các đội khác bỏ cuộc năm 1956.
4. ↑  Rút lui khỏi vòng loại các năm 1956 và 1960 trước khi thi đấu.
5. 1 2  Rút lui khỏi vòng loại các năm 1956, 1960 và 1964 trước khi thi đấu.
6. ↑  Rút lui khỏi vòng loại các năm 1956 và 1964 trước khi thi đấu. Năm 1960, Indonesia từ chối tham gia do tranh chấp thành viên AFC
7. ↑  Rút lui khỏi vòng loại các năm 1956, 1960, 1964 và 1968 trước khi thi đấu.
8. ↑  Rút lui khỏi vòng loại năm 1968 trước khi thi đấu.
9. ↑  Rút lui khỏi vòng loại các năm 1956, 1960, 1964 1968 và 1972 trước khi thi đấu.
10. ↑  Rút lui khỏi vòng loại năm 1976 trước khi thi đấu.
11. 1 2  Rút lui khỏi vòng loại các năm 1972, 1976 và 1980 trước khi thi đấu.
12. ↑  Vượt qua vòng loại mà không cần phải thi đấu do các đội khác bỏ cuộc năm 1976. Rút lui khỏi vòng loại các năm 1980 và 1984 trước khi thi đấu.
13. ↑  Rút lui khỏi vòng loại năm 1992 trước khi thi đấu.

Các đội tuyển kế nhiệm và đổi tên
1. 1 2 3  Campuchia được đổi tên thành Cộng hòa Khmer trong vòng loại năm 1972, sau đó tham gia vòng loại năm 1980 với tư cách là  Campuchia Dân chủ nhưng đã rút lui. Và từ vòng loại năm 2000 trở đi một lần nữa sử dụng tên Campuchia
2. 1 2  Malaya đã được Malaysia kế nhiệm từ vòng loại năm 1964.
3. 1 2  Trung Hoa Dân Quốc chính thức được gọi là Đài Bắc Trung Hoa từ vòng loại năm 1992.
4. 1 2  Việt Nam Cộng hòa đã được Việt Nam kế nhiệm từ vòng loại năm 1996.
5. 1 2  Miến Điện được đổi tên thành Myanmar từ vòng loại năm 1996.
6. 1 2  Ceylon được đổi tên thành Sri Lanka từ vòng loại năm 1980.
7. 1 2  Bắc Yemen đã được Yemen kế nhiệm từ vòng loại năm 1994.